# Hermann von Boyen
Leopold Hermann Ludwig von Boyen (Kreuzburg, 20 de junho de 1771 — Berlim, 15 de fevereiro de 1848) foi um oficial do exército prussiano que ajudou a reformar o exército prussiano no início do século XIX. Ele também serviu como ministro da guerra da Prússia no período de 1810-1813 e, posteriormente, novamente de 1 de março de 1841 a 6 de outubro de 1847.

## Vida
Nascido em Kreuzburg (hoje Slavskoye, Rússia) na Prússia Oriental, Boyen ingressou no exército em 1784 em Königsberg. Em 1788, como segundo-tenente recém-cunhado, assumiu um cargo na academia militar de Königsberg, onde também assistiu a algumas das palestras de Immanuel Kant.
De 1794 a 1796, Boyen participou da campanha polonesa como Ajudante do General von Günther. Em 1799, ele se tornou capitão. Ele serviu na guerra de 1806 no Estado-Maior do Duque de Brunswick e foi ferido na Batalha de Auerstädt (14 de outubro de 1806). Após o Tratado de Tilsit (julho de 1807), ele se tornou major e membro da comissão de reorganização militar de Gerhard von Scharnhorst.
Em 1810, Boyen tornou-se Diretor do Gabinete Militar. Na reconstituição do exército prussiano, ele atuou como o ajudante mais diligente de Scharnhorst, mas após a conclusão da aliança entre a Prússia e a França em 1812, ele renunciou ao posto de coronel e visitou Viena e São Petersburgo. Os acontecimentos de 1813 viram-no ser chamado de volta ao serviço prussiano: como coronel, acompanhou o exército russo desde a sua base em Kalisz até à Saxónia. Após a Batalha de Lützen (2 de maio de 1813), ele ficou encarregado dos guardas de fronteira e, em última instância, da defesa de Berlim. Mas durante a trégua, o rei Frederico Guilherme III nomeou-o Chefe do Estado-Maior General do 3º Corpo de Exército. Como tal, Boyen participou das batalhas e escaramuças de 1813 e 1814 e foi promovido a major-general.
Após a primeira Paz de Paris (30 de maio de 1814), Boyen assumiu sua nomeação como Ministro da Guerra. Ele completou a criação da reserva Landwehr (iniciada durante a guerra) e em 1818 tornou-se tenente-general. Ele lutou em vão contra as crescentes forças reacionárias que ameaçavam a ampla base popular da Landwehr, e renunciou em 1819.
Por 21 anos Boyen viveu aposentado, ocupando-se com os estudos históricos, até que o rei Frederico Guilherme IV, imediatamente após ascender ao trono, o chamou de volta ao serviço ativo e o promoveu a general da infantaria. Em março de 1841, ele mais uma vez assumiu o Ministério da Guerra, embora sem exercer grande influência na situação política geral. Ele renunciou em novembro de 1847, recebeu o posto de marechal de campo e morreu em 15 de fevereiro de 1848. O rei deu o nome dele à fortaleza de Lötzen, na Prússia Oriental.
O filho de Boyen, também chamado Hermann von Boyen, era o ajudante geral do rei. Ele se aposentou como governador de Berlim em 1879. Hermann von Boyen foi enterrado no cemitério Invalidenfriedhof em Berlim.

## Trabalhos

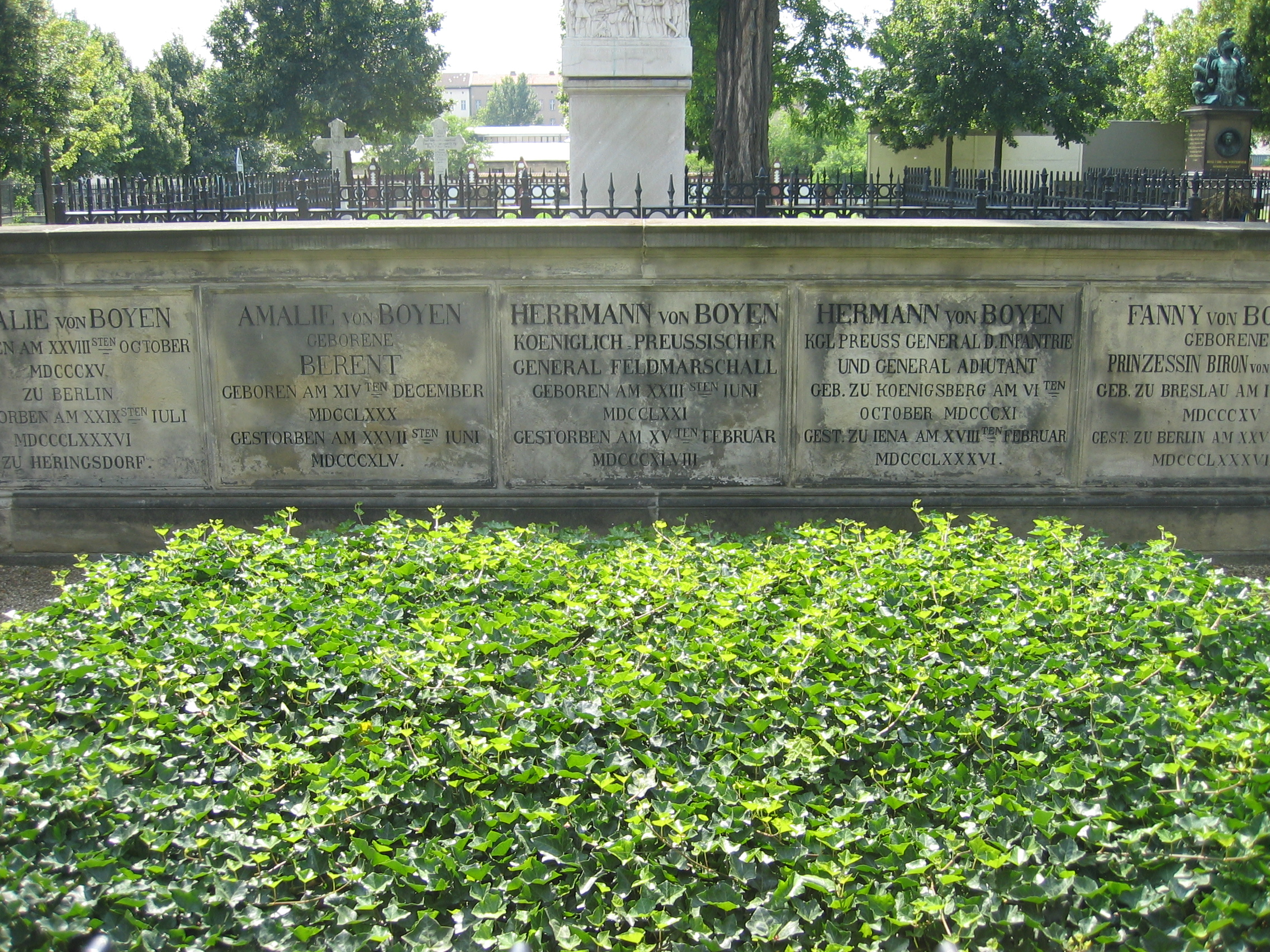
Sepultura de Herrmann von Boyen no Cemitério dos Inválidos

Hermann von Boyen escreveu (entre outras obras):
- Beiträge zur Kenntnis des Generals v. Scharnhorst (1833)
- Erinnerungen aus dem Leben des Generalleutnants v. Günther (1834).
- Vorwärts !: ein Husaren-Tagebuch und Feldzugsbriefe von Gebhardt Leberecht von Blücher etc. (1914, diário durante seu período sob os Hussardos)
- Gesammelte Schriften und Briefe / Blücher, Yorck, Gneisenau; zusammengestellt und hrsg. von Edmund Th. Kauer (1932, cartas, incluindo aquelas para Yorck e Gneisenau)
- Kampagne-Journal der Jahre 1793 und 1794 (1796, diário de campanha)

Ele também escreveu a canção "Der Preußen Losung" (1838).

## Honrarias
- Pour le Mérite
- Cruz de Ferro
- Ordem da Águia Vermelha